# 奇雲·費蘭特
奇雲·費蘭特（英語：Kevin Friend，1971年7月8日—），英格蘭足球球證，出身於李斯特城，現時為英超執法球證。
費蘭特曾多次在大賽執法，但亦曾因執法水準不濟而被足總懲罰而轉為擔任第四球證。

## 外部連結
英超球證
1. ↑  . This is Leicestershire. 22 February 2013  [2015年4月6日]. （原始内容存档于2013年2月24日）.